# Blackford County
Blackford County is een county in de Amerikaanse staat Indiana.
De county heeft een landoppervlakte van 428 km² en telt 14.048 inwoners (volkstelling 2000). De hoofdplaats is Hartford City.

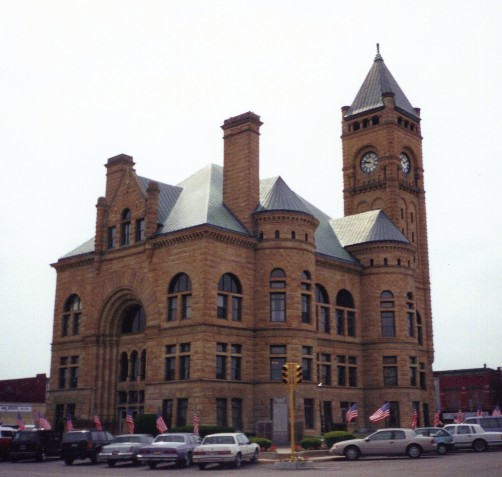
Blackford County Courthouse